# Contax

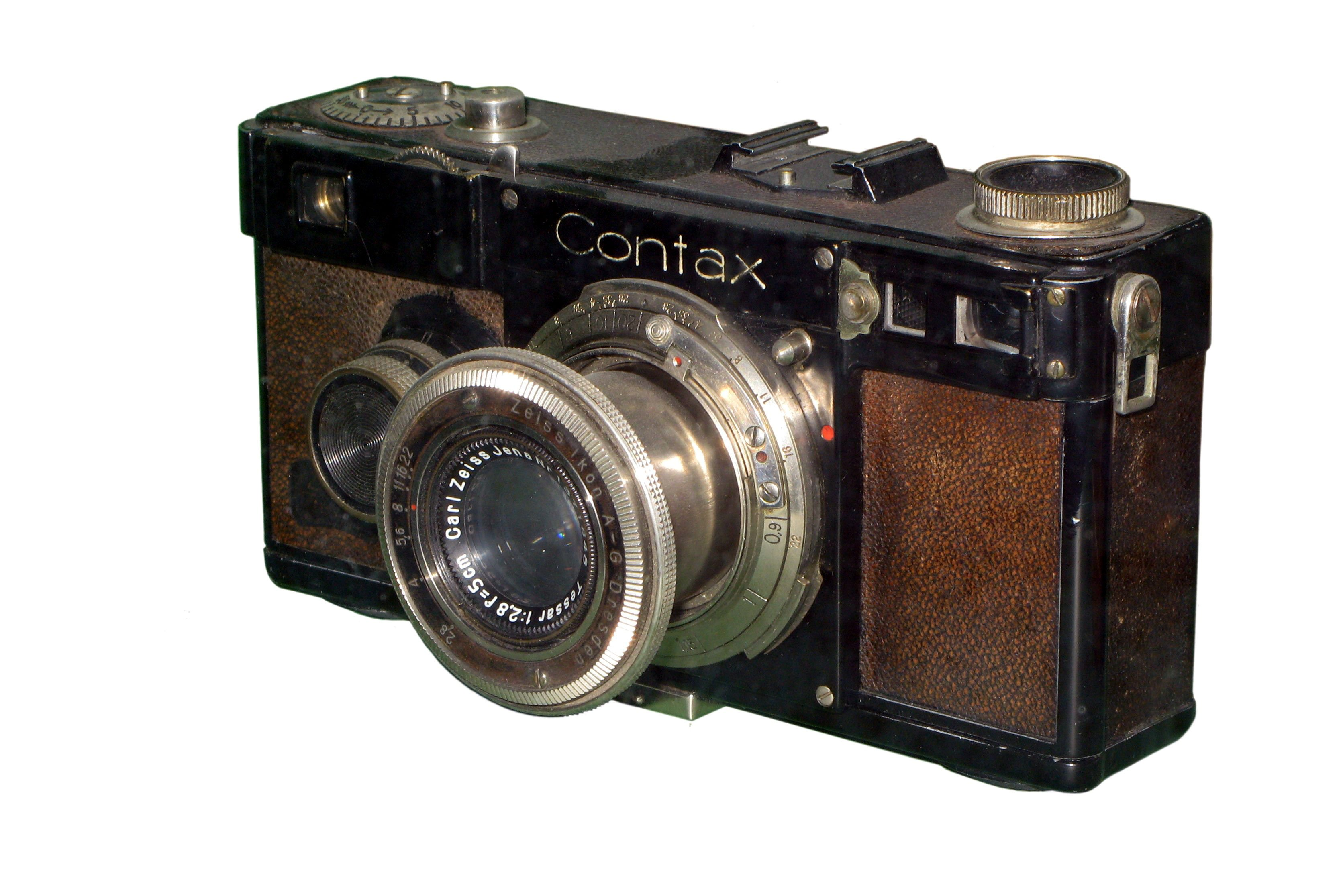
Contax I - jeden z prvních aparátů značky Contax

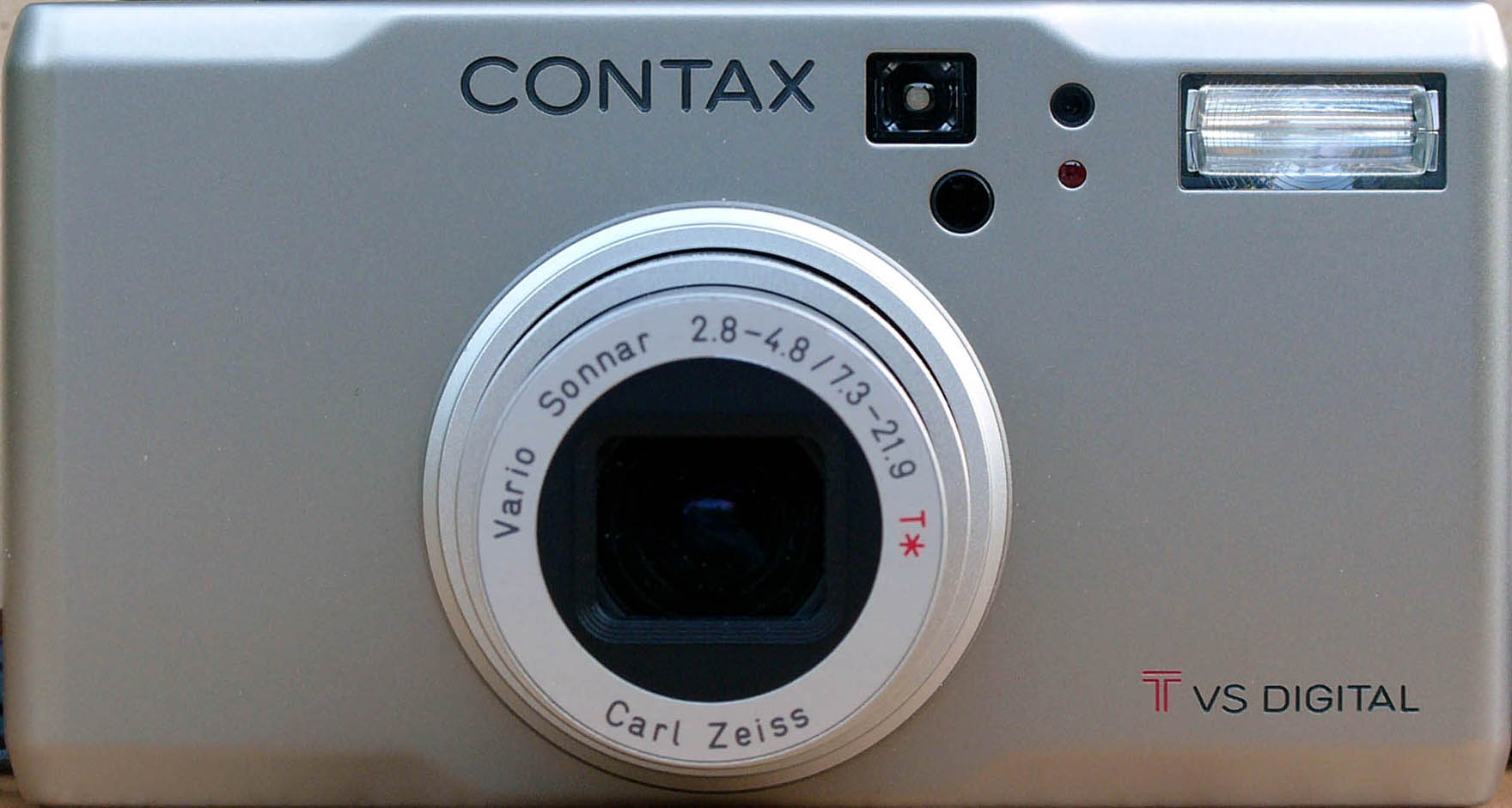
Contax TVS Digital s objektivem Zeiss Vario-Sonnar 2.8-4.8 - poslední fotoaparát značky Contax

Contax je obchodní značka, která vyrábí klasické 35-mm a středoformátové fotoaparáty a digitální fotoaparáty. Fotoaparáty vyrábí japonská firma Kyocera, optické prvky vyrábí firma Zeiss.
12. dubna 2005 společnost Kyocera oznámila zastavení výroby fotografické značky Contax.

## Historie
První fotoaparát Contax - Contax I - byl vyvinut a prodáván firmou Zeiss Ikon AG v době mezi roky 1932 - 1936. Vývojáři tohoto přístroje šli jinou cestu, než tvůrci 35-mm fotoaparátu Leica. Používal v konstrukci ocelové svislé uzavírání clony, připomínající metodu použitou ve fotoaparátech Contessa-Nettel. Kromě toho dálkoměr měl větší základnu (a samostatný okulár) než konkurence a další novinky.
V roce 1936 se začaly vyrábět fotoaparáty Contax II a Contax III. Obě kamery měly kombinovaný dálkoměr a hledáček. Jediný rozdíl mezi druhým a třetím modelem je vestavěný expozimetr. Obě kamery byly úspěšné mezi profesionálními fotografy a fotoreportéry.
Po druhé světové válce se výroba přesunula do Drážďan v Německu, některé součástky se vyráběly v optické továrně Zeiss v Jeně. Ještě během války byly učiněny pokusy o vytvoření nové zrcadlovky Contax. Vývoj SLR však začal po válce téměř od nuly. Vznikl tak nový model Contax S (podle hlavního německého konstruktéra Wilhelma Winzenberga).
Fotoaparát má bajonet M42, horizontální závěrku a hledáček s pentagonálním hranolem. Od roku 1949 byla vyráběna řada SLR fotoaparátů, včetně modelů D, E, F, FB, FM, PP, a FP.
V roce 2005 Kyocera ukončila výrobu fotoaparátů Contax kvůli rychle rostoucímu segmentu digitální fotografie.